# 1800年代の航空
< 1800年代
18世紀の航空 - 1800年代の航空 - 1810年代の航空

## 1800年代、年代不詳
- 常陸国筑波郡谷田部新町の名主でからくり作りを行った、飯塚伊賀七が羽を数枚重ねた人力飛行機をつくり、飛行実験をおこなったという伝説が伝えられる。

## 1803年
- 7月18日 - ベルギー出身の有名な奇術師・物理学者のエティエンヌ＝ガスパール・ロベールがドイツのハンブルクで熱気球で7,280mの高さの飛行を行った。
- 10月3日から4日 - フランスのアンドレ＝ジャック・ガルヌランがモスクワとポローヴァ（Polova）間の300kmを飛行を行った。
- 10月7日から8日 - イタリアのフランチェスコ・ザムベッカーリらが気球を使ってボーローニャのモンタニョーラからアドリア海を越える飛行を行い、イストリア の海岸線近くまで飛行した。

## 1804年
- イギリスのジョージ・ケイリーが手投げのグライダーではあるが固定翼機の原理をおさえた模型を製作した。
- 9月29日 - オランダ人最初の気球飛行が、アブラハム・ホプマンによって行われた。

## 1805年
- 1月17日[1][2]。 - ロシア船で長崎に来航していた船医で博物学者のドイツ人、ゲオルク・ハインリヒ・フォン・ラングスドルフ[3]が、和紙で無人の熱気球を作り浮揚させた。1月18日の午後の実験では長崎の町に落下し、気球から煙が噴出し、人々が奉行に訴える騒ぎとなった。
- 8月18日 - ソフィー・ブランシャールが3度目の飛行（トゥールーズにあるドミニコ派の修道院の庭から離陸）で、女性の最初の気球の単独飛行を行った。

## 1806年
- イギリス海軍のトマス・コクランがフランス沿岸に宣伝用のビラをまくために32門フリゲート「パラス」で凧を使った。
- 4月 - イギリスのウィリアム・コングリーブ（Sir William Congreve, 2nd Baronet）が製作した14.5kg、射程2800mほどのロケットが、ナポレオン戦争で使われた。4月にでのガエタでの戦いで用いられ、10月にはカッター型帆船18隻に発射装置を備えて、200発のロケットでブローニュを攻撃した[4]。

## 1807年
- 11月22日から23日 - ガルヌランがパリからクラウゼン（Clausen；ルクセンブルクの一部）の395kmを飛行した。

## 1808年
- 11月 - スイス生まれのオーストリア人で、発明家ヤーコプ・デーゲンが人力オーニソプターに小型の水素気球を付けて浮力を稼ぎ、史上初の「操縦可能な自由飛行」に成功した

## 1809年
- ジョージ・ケイリーが航空技術に関する論文On Aerial Navigationを発表し、重飛行機の飛行の科学的原理をの論じた。